# Grizzly Adams
Grizzly Adams (The Life and Times of Grizzly Adams) è una serie televisiva statunitense in 37 episodi trasmessi per la prima volta nel corso di 2 stagioni dal 1977 al 1978.

## Trama
Il cacciatore solitario James Grizzly Adams, accusato di omicidio, si rifugia sulle montagne.

## Personaggi e interpreti
- James 'Grizzly' Adams (37 episodi, 1977-1978), interpretato da Dan Haggerty.
- Mad Jack (37 episodi, 1977-1978), interpretato da Denver Pyle.
- Nakoma (36 episodi, 1977-1978), interpretato da Don Shanks.
- Robbie Cartman (5 episodi, 1977-1978), interpretato da John Bishop.

## Produzione
La serie, ideata da Charles E. Sellier Jr., fu prodotta da Sunn Classic Pictures e girata a Park City (Utah), Payson (Arizona) e Ruidoso (New Mexico). Le musiche furono composte da Thom Pace e Bob Summers.
La serie è basata sul romanzo The Life and Times of Grizzly Adams (a sua volta ispirato alla vita di James "Grizzly" Adams) da cui sono stati tratti anche vari film: The Life and Times of Grizzly Adams (1974), The Capture of Grizzly Adams (1982), The Legend of Grizzly Adams (1990), La leggenda di Orso che brucia (1999).

### Registi
Tra i registi sono accreditati:
- Jack B. Hively in 15 episodi (1977-1978)
- Richard Friedenberg in 10 episodi (1977-1978)
- James L. Conway in 4 episodi (1977)
- Sharron Miller in 4 episodi (1977)

### Sceneggiatori
Tra gli sceneggiatori sono accreditati:
- Charles E. Sellier Jr. in 16 episodi (1977)
- Malvin Wald in 9 episodi (1977-1978)
- Leonard B. Kaufman in 6 episodi (1977-1978)
- Jack Jacobs in 5 episodi (1978)
- Dick Conway in 4 episodi (1977-1978)
- Paul Hunter in 4 episodi (1977)
- Brian Russell in 4 episodi (1978)
- Jim Carlson in 3 episodi (1977)
- Terrence McDonnell in 3 episodi (1977)
- Samuel A. Peeples in 3 episodi (1977)
- Paul W. Cooper in 2 episodi (1977)
- Lawrence Dobkin in 2 episodi (1977)
- Arthur Heinemann in 2 episodi (1977)

## Distribuzione
La serie fu trasmessa negli Stati Uniti dal 9 febbraio 1977 al 12 maggio 1978 sulla rete televisiva NBC. In Italia è stata trasmessa su emittenti locali con il titolo Grizzly.
Alcune delle uscite internazionali sono state:
- negli Stati Uniti il 9 febbraio 1977 (The Life and Times of Grizzly Adams)
- in Francia il 29 aprile 1979 (La légende d'Adams et de l'ours Benjamin e La légende de James Adams et de l'ours)
- nei Paesi Bassi il 12 giugno 1979
- in Germania Ovest il 26 agosto 1979 (Der Mann in den Bergen)
- in Spagna (Grizzly Adams)
- in Italia (Grizzly)

## Episodi
| Stagione         | Episodi | Prima TV USA | Prima TV Italia |
| ---------------- | ------- | ------------ | --------------- |
| Prima stagione   | 13      | 1977         |                 |
| Seconda stagione | 24      | 1977-1978    |                 |